# 사랑해! 진영아
"사랑해! 진영아"는 2013년에 개봉한 대한민국의 영화이다.

## 캐스팅
- 김규리 : 김진영 역
- 박원상 : 황태일 역
- 윤소정 : 박철순 역
- 최유화 : 김자영 역
- 전수진 : 제이미 역
- 임현성 : 정 대표 역
- 정인서 : 성하 역
- 윤승훈 : 남자좀비 역
- 이청희 : 여자좀비 역
- 이민아 : 젊은 박철순 역
- 이종무 : 김봉신 역
- 이영은 : 7세 진영 역
- 김하연 : 버스여고생 / 고교생 진영 역
- 추예진 : 중학생 자영 역
- 김동곤 : 심리학자 역
- 조하석 : 응급실의사 역
- 김성현 : 남고생들 역
- 임원희 : 산부인과의사 역
- 민용근 : 면접관 역
- 김영선 : 중년부인 역 (특별출연)
- 김원해 : 신부 역 (특별출연)

## 수상
- 2014년 제34회 황금촬영상 신인여우상 전수진